# Microsoft Outlook
Microsoft Outlook es un programa informático gestor de correo electrónico desarrollado por Microsoft, disponible como parte de la suite Microsoft Office.
Puede ser utilizado como aplicación independiente para trabajar día y noche o con Microsoft Exchange Server para dar servicios a múltiples usuarios dentro de una organización tales como buzones compartidos, calendarios comunes, etc.
La privacidad ha sido gravemente degradada en las últimas versiones, ya que el nuevo Outlook envía passwords, correos electrónicos y otros datos a Microsoft.

## Historia
Su origen se remonta a 1988, cuando se lanza por primera vez Microsoft Office (MSO). Fue inicialmente un término de mercado para vender un conjunto de aplicaciones que previamente se vendían por separado. El principal argumento de venta era que comprar el paquete completo salía sustancialmente más rentable que comprar cada aplicación por separado. La primera versión de Office contenía Microsoft Word, Microsoft Excel y Microsoft PowerPoint.
Un año después, en 1990, salieron dos nuevas aplicaciones, una de ellas Outlook para MS, lo que provocó conmoción y desagrado en algunos usuarios que esperaban que tuviera las mismas funciones que la anterior versión. Para satisfacer al público se lanzó después Microsoft Outlook 95, el cual cubría gran parte de las expectativas, pero seguía siendo aún limitado. Así continuó hasta que Microsoft se remodeló con Microsoft Office 2003, el cual incorporaba una versión de Outlook mejor diseñada y con mayor número de utilidades, como correo electrónico, calendario, tareas, contactos, notas, diario y búsqueda en la red.
La versión más reciente está incorporada dentro del paquete de Microsoft Office 2021.

## Características
Microsoft Outlook es una aplicación de gestión de correo, así como agenda personal, que nos permite la comunicación con miles de personas en todo el mundo a través de mensajes electrónicos.
- Administrar varias cuentas de correo electrónico desde un único lugar. Puede administrar fácilmente los mensajes de correo electrónico de varios buzones. Sincronice varias cuentas de correo electrónico de servicios como Hotmail, Gmail o de prácticamente cualquier otro proveedor con Outlook 2010.
- Administrar fácilmente grandes volúmenes de correo electrónico y Personalizar tareas comunes en comandos de un solo clic.
- Búsquedas para encontrar fácilmente lo que requiere.
- Crear mensajes de correo electrónico que llamen la atención. Por medio de las herramientas de office.

## Novedades en su versión 2007
- Búsqueda instantánea, basado en Windows Desktop Search, buscando en elementos adjuntos, citas, calendarios o tareas.
- Agrupación de elementos en categorías
- Integración con Microsoft Office SharePoint Portal Server.
- Mejoras en la gestión de calendarios, utiliza el estándar i-Calendar, para compartir o publicar.
- Lector RSS.

## Novedades en su versión 2010
Aunque guarda grandes similitudes con su antecesor del 2007 (al igual que el resto del paquete ofimático de Office 2010), la versión del 2010 incluye:
- Interfaz gráfica de usuario con la cinta de opciones (Ribbon) en todas las vistas. Esta es quizás la diferencia más notoria para los usuarios, y unifica visualmente al Outlook con el resto de las aplicaciones de Microsoft.
- Avisos de "Póngase en contacto", mostrados en tarjetas con detalles de todos los participantes de mensajes registrados de su Global Address List (GAL) o por el propio usuario.
- Agrupación de las conversaciones mejoradas: incluye los mensajes de todas las carpetas y, opcionalmente, de una cuenta separada.
- Mejora barra "Tareas pendientes". En esta opción, por ejemplo, se muestran cuántas citas no se despliegan cuando el espacio es limitado.
- Opción "La gente del panel" y presentación de redes sociales.
- Desde noviembre de 2010, tanto la versión 2007 como la 2010 se pueden integrar al servicio de mensajería instantánea Microsoft Communicator.

## Nuevo Outlook
El nuevo Outlook para Windows 11 es una versión modernizada de la aplicación de correo electrónico y gestión de información personal de Microsoft. Esta versión se asemeja en gran medida a la interfaz y funcionalidad de Outlook disponible en Outlook.com, lo que permite a los usuarios acceder a sus correos, calendarios y contactos sin necesidad de instalar una aplicación adicional en su sistema operativo. 
La principal ventaja de esta actualización es su accesibilidad: los usuarios pueden utilizar todas las funciones disponibles de forma gratuita a través de un navegador web, eliminando así la necesidad de la instalación de software. Aunque esta versión no introduce características radicalmente nuevas, se destaca por un rediseño en la interfaz que mejora la experiencia del usuario, ofreciendo un aspecto más limpio y contemporáneo que se alinea con el diseño de Windows 11.

## Ediciones de Outlook
Outlook.com: El mismo correo electrónico de Outlook, pero en línea para usuarios personales.
Outlook.office.com: El correo electrónico de Outlook, pero en línea para usuarios corporativos y empresariales.

## Extensiones de Outlook
Las extensiones de Outlook son unos pequeños programas de ayuda para la aplicación de Microsoft Outlook. El principal propósito de las extensiones es añadir nuevas capacidades funcionales en Microsoft Outlook y automatizar algunas operaciones de rutina. Las extensiones de Outlook pueden desarrollarse en Microsoft Visual Studio o herramientas de terceros como Add-in Express. Solo una pequeña cantidad de extensiones se admiten en Outlook Web App.
De Outlook 97 en adelante las Extensiones de Exchange Client son admitidas en Outlook. Outlook 2000 y posteriores soportan componentes específicos C.O.M (Component Object Model) llamados Outlook AddIns. Las características exactas soportadas (como los componentes .NET) para generaciones posteriores se ampliaron con cada versión.

### Conector Hotmail
Conector Hotmail Microsoft Outlook (abreviado Conector Hotmail, anteriormente Conector Outlook Microsoft Office), era una extensión gratuita para Microsoft Outlook 2003, 2007 y 2010 que permitía a los usuarios acceder a las cuentas Hotmail a través de Microsoft Outlook. Utiliza DeltaSync, un protocolo de comunicaciones propiedad de Microsoft.
Este complemento no es continuo, aunque Microsoft Outlook 2013 tiene soporte intrínseco para acceder a Hotmail y Outlook.com sobre Exchange ActiveSync (EAS) protocol.

### Conector Social
Conector Social Outlook era una extensión gratis para Microsoft Outlook 2003 y 2007 por Microsoft que permitía la integración de redes sociales como Facebook, Linkedin y Windows Live Messenger en Microsoft Outlook. Fue introducida por primera vez el 18 de noviembre de 2009. A partir de Microsoft Office 2010, Conector Social Outlook es una parte integral de Outlook.

### Conector CardDAV y CalDAV
Ya que Microsoft Outlook no soporta el protocolo CalDAV y CardDAV, varios proveedores de software de terceros desarrollaron extensiones Outlook para permitir a los usuarios sincronizar con los servidores CalDAV y CardDAV. CalConnect tiene una lista de softwares que permiten a los usuarios sincronizar sus calendarios con servidores CalDAV/contactos con servidores CardDAV.